# Guto Pryce
Guto Pryce (* 4. září 1972, Cardiff) je velšský rockový baskytarista.

## Původ a dětství
Narodil se ve velšském hlavním městě, Cardiffu. Oba jeho rodiče mluvili velšsky, pro její matku to byl první jazyk, zatímco jeho otec původně mluvil anglicky, avšak později též velšsky. Prvním jazykem jejich syna byla velština.

## Kariéra
Svou první kapelu nazvanou U Thant založil v roce 1989. Ta se po několika změnách v sestavě rozpadla roku 1993. Jedním z jejích členů byl i Huw Bunford, s nímž se Pryce později setkal i v kapele Super Furry Animals. V roce 1993 Pryce krátce hrál s kapelou Catatonia. Členem skupiny Super Furry Animals se stal v roce 1993 a do roku 2009 s ní nahrál devět studiových alb. Přestala vystupovat přestala vystupovat v roce 2010. Roku 2012 byla jednorázově obnovena, ale později opět přestala hrát. V roce 2014 skupina jako celek představila vlastní značku piva. V roce 2008 hrál Pryce na debutovém albu kapely The Peth The Golden Mile; mezi členy skupiny patří například Rhys Ifans a Dafydd Ieuan ze Super Furry Animals. Roku 2010 hrál v benefičním projektu The Stand, který vydal coververzi písně „I'll Be There“ (1926), přičemž výdělek měl jít na vystavění sochy fotbalisty Freda Keenora.
Počínaje rokem 2012 Pryce vystupuje se skotskou zpěvačkou a manželkou Lindsey Leven ve skupině Gulp. Své debutové album nazvané Season Sun vydala skupina dne 8. července 2014 u vydavatelství Everloving Records (USA). Album dne 14. července toho roku vyšlo i ve Spojeném království, zde jej vydala společnost Sonic Cathedral. Na bicí na tomto albu hrál Dafydd Ieuan. Dne 27. září 2014 skupina vydala EP I Want to Dance. Nahrávání dalšího alba, které nakonec vyšlo pod názvem All Good Wishes až v srpnu 2018, kapele zabralo tři roky. Pryce se v době jeho vzniku se svou manželkou přestěhoval do jejího rodiště, Skotska. V roce 2018 se páru rovněž narodil potomek.

## Diskografie
- For Tinkerbell (Catatonia, 1993; EP)
- Moog Droog (Super Furry Animals, 1995)
- Fuzzy Logic (Super Furry Animals, 1996)
- Radiator (Super Furry Animals, 1997)
- Guerrilla (Super Furry Animals, 1999)
- Mwng (Super Furry Animals, 2000)
- Rings Around the World (Super Furry Animals, 2001)
- Phantom Power (Super Furry Animals, 2003)
- Love Kraft (Super Furry Animals, 2005)
- Omni (Acid Casuals, 2006)
- Hey Venus! (Super Furry Animals, 2007)
- The Golden Mile (The Peth, 2008)
- Dark Days/Light Years (Super Furry Animals, 2009)
- Outside In (Cian Ciarán, 2012)
- Season Sun (Gulp, 2014)
- All Good Wishes (Gulp, 2018)
- DK.01 (Das Koolies, 2023)